# 西野バスストップ
西野バスストップ（にしのバスストップ）は、新潟県新潟市江南区西野にある日本海東北自動車道上のバス停である。新潟東スマートインターチェンジを併設している。

## 停車路線

### 県外線
- Zao号（新潟 - 山形）
- NETWORK（東京ディズニーランド・新宿 - 新発田）

### 県内線
- 長岡 - 新潟空港線（新潟空港行きのみ）

## 付帯施設
- 下り停留所側（中条方面・東区側）にはパークアンドライド用の駐車場・駐輪場が設けられている。

## 周辺
- 新潟市立東石山中学校 - 北へ約0.3km
- JR白新線 東新潟駅 - 北へ約1.5km

## 隣
E7 日本海東北自動車道
(1)新潟亀田IC - (1-1)新潟東SIC/西野BS - (2)新潟空港IC